# أنطوني دوبوي
أنطوني دوبوي (بالفرنسية: Antony Dupuis)‏ مواليد 24 فبراير 1973 في بايون، هو لاعب كرة مضرب فرنسي سابق بدأ مسيرته كمحترف سنة 1992 وكان يلعب باليد اليمنى، اعتزل اللعب في 2013. أعلى تصنيف له في الفردي كان المركز الـ 57 في سنة 2001.

## النهائيات

### الفردي: 2 (الألقاب 1, الوصافة 1)
| الحصيلة | الرقم | التاريخ       | الدورة                     | الأرضية | المنافس     | النتيجة                   |
| ------- | ----- | ------------- | -------------------------- | ------- | ----------- | ------------------------- |
| الوصافة | 1.    | 30 أبريل 2001 | بطولة ميونخ للتنس، ألمانيا | ترابية  | جيري نوفاك  | 4–6, 5–7                  |
| الفوز   | 2.    | 9 فبراير 2004 | ميلان، إيطاليا             | سجاد    | ماريو أنشيك | 6–4, 6–7(12–14), 7–6(7–5) |

### الزوجي: (الألقاب 1)
| الحصيلة | الرقم | التاريخ       | الدورة                        | الأرضية | الشريك      | المنافس                 | النتيجة  |
| ------- | ----- | ------------- | ----------------------------- | ------- | ----------- | ----------------------- | -------- |
| الفوز   | 1.    | 23 أغسطس 2004 | لونغ آيلاند، الولايات المتحدة | صلبة    | ميشيل لودرا | إيف أليجرو مايكل كولمان | 6–2, 6–4 |

## روابط خارجية
- أنطوني دوبوي على موقع رابطة محترفي التنس (الإنجليزية)
- أنطوني دوبوي على موقع الاتحاد الدولي لكرة المضرب (الإنجليزية)
- أنطوني دوبوي على موقع خلاصة التنس.كوم (الإنجليزية)
- أنطوني دوبوي على موقع إي إس بي إن.كوم (الإنجليزية)